# Егиндибулак (Актюбинская область)
Егиндибулак (каз. Егіндібұлақ, до 2007 г. — Кызылту) — аул в Хобдинском районе Актюбинской области Казахстана. Входит в состав аульного округа им. И.Курманова. Код КАТО — 154258500.

## Население
В 1999 году население аула составляло 219 человек (114 мужчин и 105 женщин). По данным переписи 2009 года, в ауле проживали 183 человека (84 мужчины и 99 женщин).